# Kościół Macierzyństwa Najświętszej Maryi Panny w Debrznicy
Kościół pw. Macierzyństwa Najświętszej Maryi Panny w Debrznicy – zabytkowy katolicki kościół filialny znajdujący się w Debrznicy (gmina Sulęcin). Administrowany jest przez parafię Matki Bożej Bolesnej w Gądkowie Wielkim.

## Architektura
Murowaną (ceglaną) świątynię w stylu neoromańskim wzniesiono w 1853. Jest to kościół salowy, jednonawowy, który nad elewacją wejściową ma usytuowaną niewielką dzwonnicę-sygnaturkę.
W 1971 obiekt wpisano do rejestru zabytków.